# WWF Over the Edge
WWF Over the Edge was een professioneel worstel-pay-per-view (PPV) evenement dat georganiseerd door werd de Amerikaanse worstelorganisatie World Wrestling Federation (WWF, nu WWE). Het evenement werd voor het eerst gecreëerd in 1998 en werd geproduceerd als het 22e evenement van In Your House in mei 1998. Nadat de In Your House series was stopgezet, na het evenement in februari 1999, vertakte Over the Edge zich in mei van dat jaar als zijn eigen PPV, de eerste van de In Your House evenementen om dit te doen. Dit tweede evenement zou echter het laatste zijn dat over de rand wordt gehouden vanwege de dood van WWF-worstelaar Owen Hart tijdens het evenement. In 2000 werd de pay-per-view slot van het evenement vervangen door Judgment Day.

## Chronologie
| Editie | Datum       | Stad                  | Locatie                | Main Event |
| ------ | ----------- | --------------------- | ---------------------- | --- |
| IYH    | 31 mei 1998 | Milwaukee, Wisconsin  | Wisconsin Center Arena | Stone Cold Steve Austin (c) vs. Dude Love voor het WWF Championship (met Vince McMahon als scheidsrechter) in een No Disqualification Falls Count Anywhere match. |
| 1999   | 23 mei 1999 | Kansas City, Missouri | Kemper Arena           | The Undertaker vs. Stone Cold Steve Austin voor het WWF Championship.                                                                                             |